# فرمول شرمن–موریسون
در ریاضیات به‌ویژه در جبر خطی رابطه شرمن ـ موریسون رابطه ای کاربردی برای محاسبه وارون حاصل جمع یک ماتریس وارون پذیر و حاصل ضرب خارجی دو بردار 
{\displaystyle v} و {\displaystyle u} است. 
رابطه عبارت است از: 
{\displaystyle (A+uv^{T})^{-1}=A^{-1}-{A^{-1}uv^{T}A^{-1} \over 1+v^{T}A^{-1}u}.}